# Andrej O. Župančič
‎
Andrej Otona Župančič (vzdevek Bač), slovenski patofiziolog, antropolog, akademik in partizan, * 27. januar 1916, Ljubljana, † 3. december 2007..
Bil je sin slovenskega pesnika in pisatelja Otona Župančiča, brat arhitekta Marka Župančiča in zdravnice Jasne Kmet Župančič. 

## Življenje in delo
Medicino je študiral v Ljubljani in Pragi ter 1940 diplomiral v Beogradu. Maja 1942 je vstopil v NOB in deloval kot zdravnik, med drugim je bil upravnik slovenske vojne partizanske bolnice na Goteniškem Snežniku, nazadnje je delal v sanitetni upravi Vrhovnega štaba JLA v Bariju. Po vojni je 1945 v Ljubljani organiziral novoustanovljeni Inštitut za patološko fiziologijo in bil na njem do 1973 predstojnik, in katedro za patološko fiziologijo na Medicinski fakulteti, 1967 pa je uvedel podiplomski študij; od 1966 je bil redni profesor na ljubljanski Medicinski fakulteti. V letih 1987−1999 je bil (formalni) upravnik Družbenomedicinskega inštituta ZRC SAZU.
Kot raziskovalec se je 1965 udeležil Jugoslovanske alpinistične himalajske odprave JAHO II, kot član mednarodnega projekta Amazonas pa 1975–1977 ob gornjem Orinoku v Venezueli preučeval ekološki odnos tamkajšnjih Indijancev do pragozdov ter o tem posnel televizijski film Iz tropskega deževnega gozda, ki je bil prvič predvajan leta 1978. V Venezueli je tudi spoznal bodočo ženo. Leta 1964 je bil izvoljen za dopisnega in 1970 za rednega člana SAZU. 1979 je postal tudi zaslužni profesor Univerze v Ljubljani in 1997 častni član Slovenskega društva za kognitivne znanosti. 

## Odlikovanja
- partizanska spomenica 1941
- red zaslug za ljudstvo II. stopnje
- red dela II. stopnje
- red partizanske zvezde III. stopnje
- red bratstva in enotnosti II. stopnje